# Allium flavellum
Allium flavellum — вид рослин з родини амарилісових (Amaryllidaceae); поширений в Узбекистані й Таджикистані.

## Поширення
Поширений в Узбекистані й Таджикистані.